# Tom McCarthy (scrittore)
Tom McCarthy (Londra, 22 maggio 1969) è uno scrittore inglese.

## Biografia
Tom McCarthy è nato a Londra nel 1969, dove vive e lavora.
Segretario dell'International Necronautical Society (INS), un network di avanguardie artistiche, la sua scrittura è classificabile come post-postmodernista, se non metamodernista.
Dal suo esordito nel 2002, ha scritto un saggio e sei romanzi ed è arrivato due volte (nel 2010 con C e nel 2015 Satin Island), nella cinquina finalista del Booker Prize.

## Opere

### Romanzi
- 2002 Navigation Was Always a Difficult Art
- 2003 Calling All Agents
- 2005 Deja-vu (Remainder), Milano, Isbn, 2008 ISBN 978-88-7638-095-2.
- 2007 Uomini nello spazio (Men in space), Milano, Isbn, 2009 ISBN 978-88-7638-106-5.
- 2010 C, Milano, Bompiani, 2013 ISBN 978-88-452-7196-0.
- 2015 Satin Island, Milano, Bompiani, 2016 ISBN 978-88-452-8224-9.

### Saggi
- 2006 Tintin e il segreto della letteratura (Tintin and the secret of literature), Casale Monferrato, Piemme, 2007 ISBN 978-88-384-8668-5.